# Aurus Motors
Aurus Motors (russe : Аурус Моторс) est un constructeur automobile de luxe russe fondée en 2018, l'année où le premier modèle civil de l'entreprise, l'Aurus Senat, a commencé la production en mai.

## Nom
Selon la société, Aurus est un mot-valise d'aura ou aurum (mot latin pour "or") et de Rus.

## Histoire

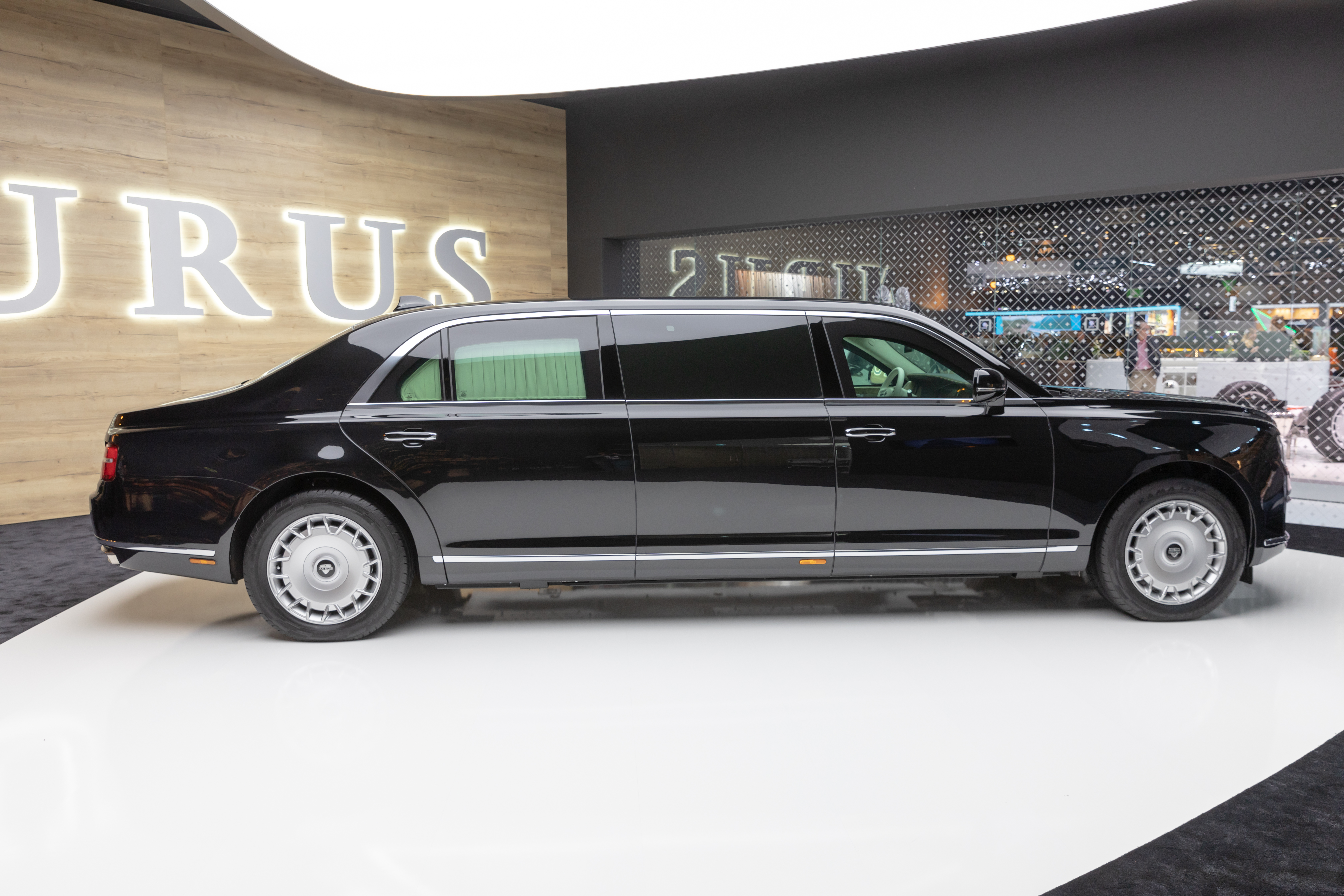
La limousine Aurus Senat au Salon international de l'automobile de Genève 2019.

En 2013, NAMI a commencé le développement d'une nouvelle voiture d'état russe pour remplacer la Mercedes-Benz S 600 Pullman Guard.
En 2018, les nouveaux véhicules de l'état présidentiel russe et du cortège automobile ont été introduits dans le cadre de la gamme de véhicules Aurus Kortezh (russe pour cortège). Cela comprend la berline et la limousine Senat, la fourgonnette Arsenal et le SUV Komendant. Les trois véhicules portent le nom des tours du Kremlin.
Le 19 Février 2019, le ministère russe de l'industrie et du commerce a annoncé que la société Tawazun Holding, basée à Abu Dhabi, Emirats Arabes Unis, investira dans une participation de 36% de Aurus Motors pour 124 millions USD d'ici les trois prochaines années et distribuera les voitures Aurus au Moyen-Orient.

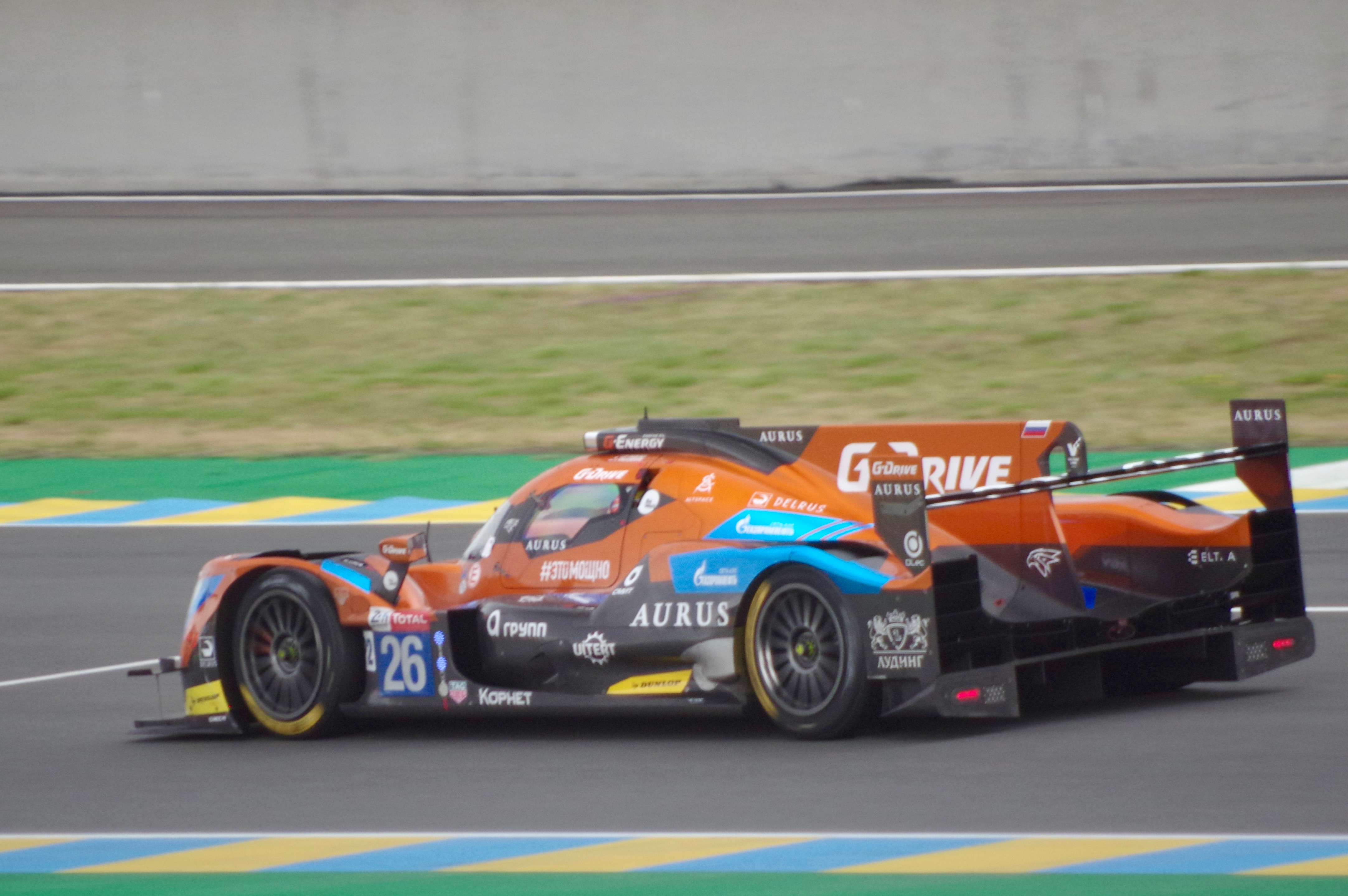
Aurus 01 aux 24 Heures du Mans 2019.

Au Salon international de l'automobile de Genève 2019 en mars, Aurus a exposé la Senat et la Senat Limousine, préfigurant la future vente des modèles.
Aux 24 Heures du Mans 2019, du 15 au 16 juin, G-Drive Racing s'est associé à Aurus et a piloté une Oreca 07 rebaptisée Aurus 01. L'équipe a terminé 11ème de la course avec 364 tours.
En mai 2021, Sollers JSC a commencé la production à usage civil de l'automobile de cortège Senat à l'usine Ford Sollers de Ielabouga, au Tatarstan, où le Ford Transit aux spécifications russes est produit,. Le modèle de base a commencé à environ 18 millions de roubles (243 000 $ US), tandis que le modèle Édition de lancement était au prix d'environ 22 millions de roubles (297 000 $ US).
En février 2024, Vladimir Poutine offre une limousine Aurus Senat à Kim Jong Un (Corée du Nord)

## Modèles

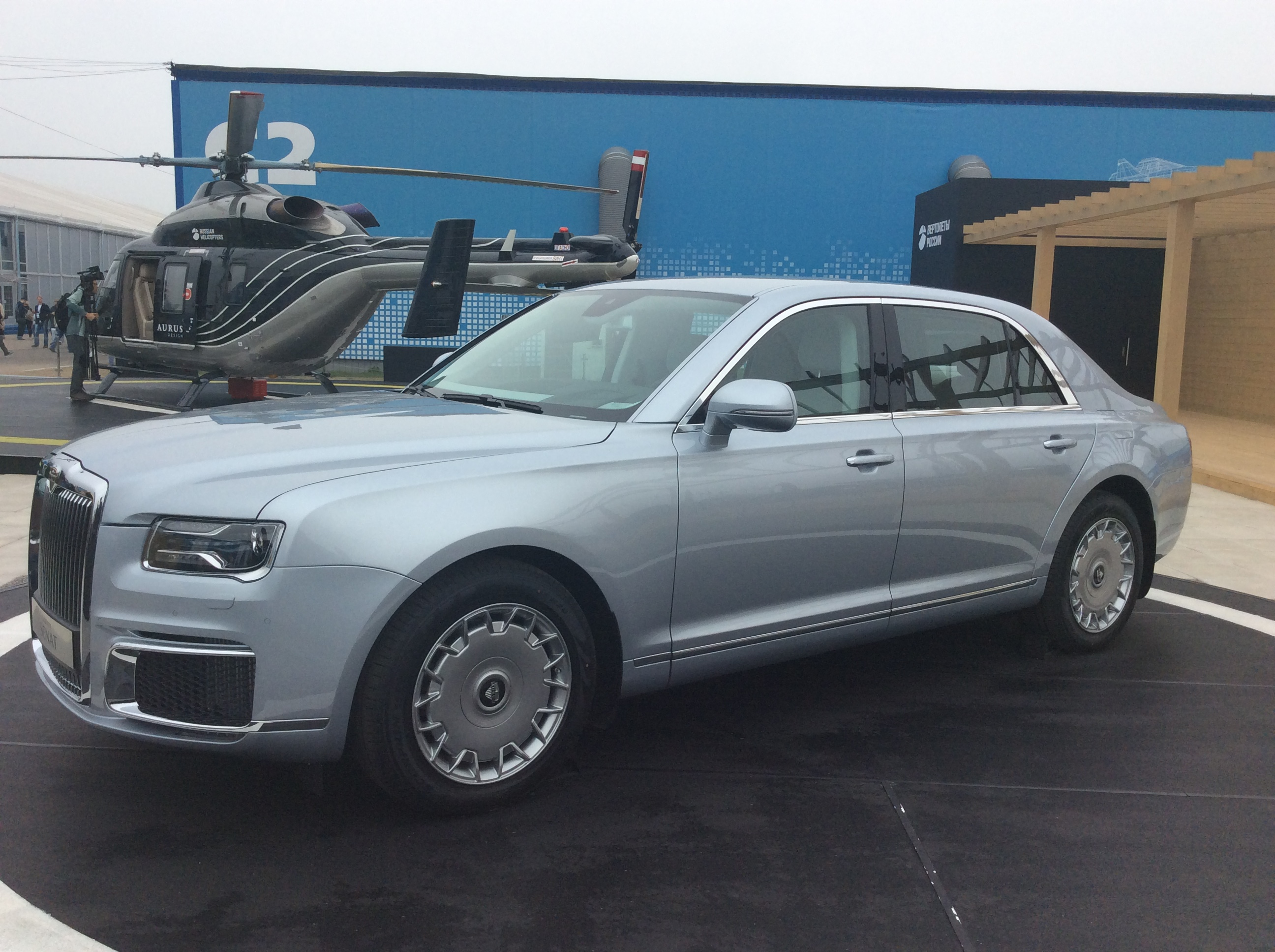
Aurus Senat lors du Salon international aérospatial de Moscou de 2019.
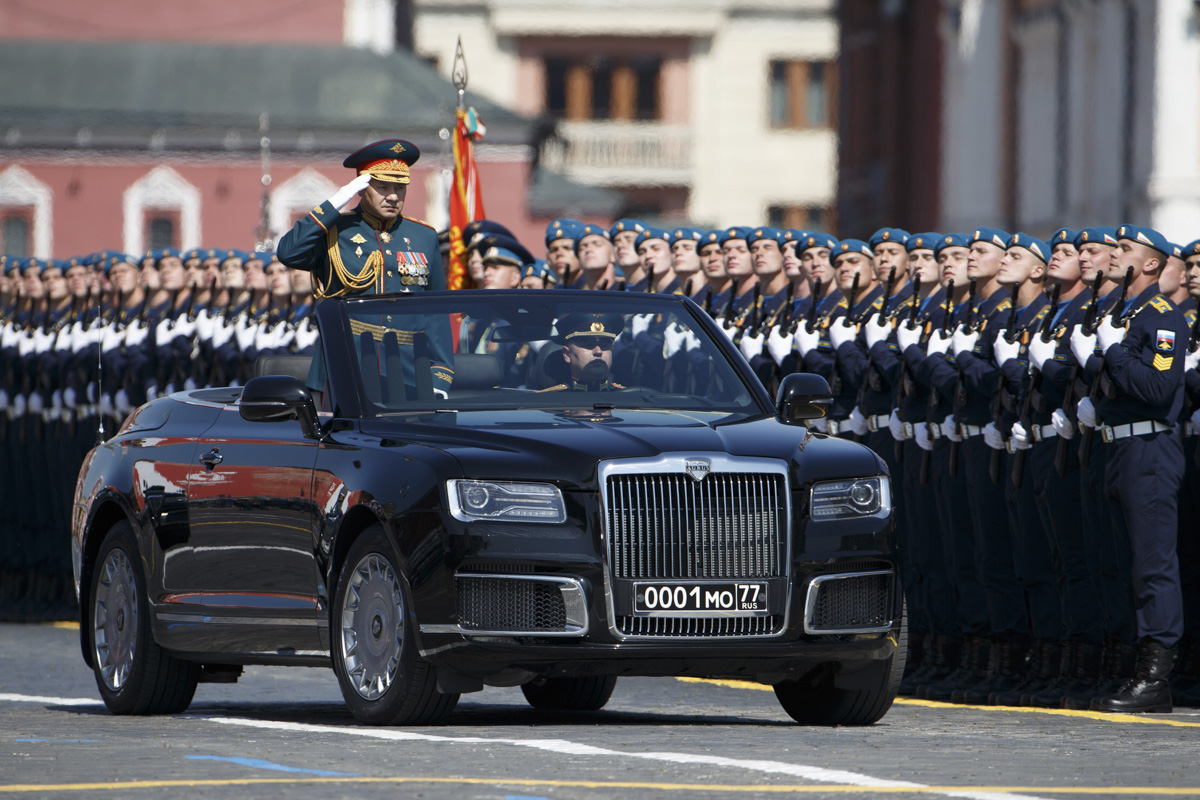
Aurus Senat décapotable lors du défilé du Jour de la Victoire 2020.

### Série Kortezh
La lignée Aurus Kortezh est développée par NAMI et fabriquée par Sollers.

#### Modèles civils
- Senat (Depuis 2021), une berline de luxe full-size[7],[11].
- Senat Limousine (Depuis 2021), une limousine blindée basée sur la berline Senat[12].

#### Véhicules de cortège
- Arsenal (Depuis 2018), un van de luxe (produit en tant que modèle civil en 2022)[13].
- Senat (Depuis 2018), une berline de luxe full-size.
- Senat Convertible (Depuis 2020), un cabriolet de luxe[14].
- Senat Limousine (Depuis 2018), une limousine blindée basée sur la berline Senat et la voiture officielle du président russe[15].

#### Futurs modèles
- Komendant (sortie en 2022), un SUV full-size de luxe[16],[17].
- Merlon (sortie en 2023), un prototype de moto électrique[18].

### Véhicules de sport automobile
- 01, un LMP de 2019 construit par le constructeur français Oreca[6].